# La morte nel villaggio
La morte nel villaggio (titolo orig. The Murder at the Vicarage) è un romanzo poliziesco della scrittrice britannica Agatha Christie, pubblicato nel 1930. È il primo romanzo nel quale s'incontra la figura di Miss Marple, destinata a diventare uno dei personaggi per antonomasia della Christie, e del villaggio di campagna immaginario dove ella abita, St Mary Mead. Il personaggio era apparso in precedenza in racconti pubblicati su riviste a partire dal dicembre 1927, poi raccolti nel libro Miss Marple e i tredici problemi, nel 1932.

## Trama
Una sera, il vicario del tranquillo villaggio inglese di St. Mary Mead, Leonard Clement, trova all'interno della sua biblioteca il corpo esanime del burbero colonnello Protheroe, ucciso da un colpo di rivoltella; inizialmente ad accusarsi del delitto è l'amante della moglie del litigioso ufficiale, un giovane pittore, e dopo anche la moglie stessa si accusa, ma la polizia indaga su altri abitanti e frequentatori del villaggio, tutte figure dai contorni poco definiti: una misteriosa donna arrivata da poco in paese, la figlia sedicenne del colonnello, un falso archeologo che lavora nei dintorni della canonica e la sua giovane assistente, il bracconiere Archer e la sua fidanzata Mary, domestica presso la casa del vicario. A risolvere il mistero è un'intelligente vecchietta di St. Mary Mead, Miss Marple, una delle più pettegole del villaggio. 
Nel finale del romanzo, l'anziana signorina svela che ad aver assassinato il colonnello non sono stati altri che sua moglie Anne e l'amante di quest'ultima, Lawrence Redding. Il pittore aveva nascosto la rivoltella, dotata di silenziatore, nel vaso di una palma, nello studio del vicario, successivamente Anne aveva recuperato la rivoltella e ucciso il marito. Per far credere a tutti che qualcuno avesse tentato di incolpare Anne, Lawrence aveva messo le lancette dell'orologio dello studio su un orario che l'avrebbe fatta sospettare e aveva lasciato un biglietto che recava la stessa ora. Poi, per liberarla dai sospetti, aveva posizionato, nel bosco, un grosso sasso sospeso sopra a dei cristalli di acido picrico e grazie a una miccia bruciata in una ventina di minuti il sasso era caduto sopra ai cristalli, simulando uno sparo, quando entrambi gli assassini erano alla presenza di molte persone. Redding aveva portato il sasso a Miss Marple con la scusa di usarlo per il suo giardino giapponese, ma l'anziana aveva subito notato che la pietra non era adatta allo scopo. Il pittore aveva anche cercato di far incolpare di tutto Hawes, un canonico responsabile di alcune mancanze di denaro delle casse della parrocchia, mettendogli in tasca il vero biglietto scritto dal colonnello in cui stava per rivelare il nome del colpevole di quei furti. Lawrence aveva anche cercato di uccidere il poveretto, somministrandogli una compressa fatale.

## Personaggi
- Leonard Clement: narratore, vicario di St. Mary Mead
- Griselda Clement: sua moglie
- Dennis Clement: suo nipote
- Lucius Protheroe: proprietario terriero e magistrato locale
- Anne Protheroe: sua moglie
- Lettice Protheroe: sua figlia
- Lawrence Redding: giovane pittore
- Dottor Haydock: medico
- Dottor Stone: famoso archeologo
- Gladys Cram: segretaria del dottor Stone
- Estelle Lestrange: una signora misteriosa
- Hawes: canonico
- Mary: cameriera dei Clement
- Archer: bracconiere, fidanzato di Mary
- Signora Price Ridley, signorina Hartnell, signorina Wetherby: le pettegole del paese
- Miss Jane Marple, investigatrice dilettante
- Raymond West: famoso scrittore, nipote di Miss Marple
- Ispettore Slack: della polizia di contea
- Colonnello Melchett: capo della polizia di contea

## Opere derivate
Il romanzo è stato adattato per la televisione dalla BBC per la serie televisiva di Miss Marple con Joan Hickson. È stato trasmesso il 25 dicembre 1986.
ITV ha adattato il romanzo come parte della serie Marple, con Geraldine McEwan nel ruolo di Miss Marple. L'episodio, il secondo della prima stagione, è andato in onda il 16 agosto 2005.
Il romanzo è stato adattato nel quattordicesimo episodio della seconda stagione della serie francese Little Murders by Agatha Christie, intitolato Il Caso Protheroe (L'Affaire Protheroe) che ambienta la vicenda nella Francia degli anni '60.

## Edizioni italiane
La prima versione, accurata ma invecchiata, fu quella di Giuseppina Taddei, continuamente ristampata. La traduzione di Diana Fonticoli, dissimile dalla precedente, è apparsa nel 1977, ma è presente solo in raccolte complessive incentrate sul personaggio di Miss Marple, per i tipi di Mondadori (e in passato per CDE).
- La morte nel villaggio, traduzione di Giuseppina Taddei, Collana I Libri Gialli n.97, Milano, Arnoldo Mondadori Editore, agosto 1934. - Collana I Capolavori dei Gialli n.113, Mondadori, febbraio 1959; Prefazione e postfazione di Claudio Savonuzzi, Collana Oscar n.1142 (Oscar Gialli n.53), Mondadori, 1980-1986; Collana I Classici del Giallo Mondadori n.480, Mondadori, 1985; Collana I Maestri del Giallo, Mondadori-De Agostini, 1990; Collana Oscar Narrativa n.1485 (Oscar Scrittori del Novecento), Mondadori, giugno 1995-2009; Collana Il Giallo Mondadori n.2739, Mondadori, luglio 2001; I Classici del Giallo Mondadori n.1494, luglio 2025.
- in  Vita, morte e miracoli di Miss Marple, traduzione di Diana Fonticoli, a cura di Alberto Tedeschi e Stefano Benvenuti, Collana Omnibus gialli e di fantascienza, Milano, Mondadori, 1977, III ed. 1989, ISBN 88-04-14243-X. - in Miss Marple, Milano, CDE, 1977.
- La morte nel villaggio. Istantanea di un delitto, traduzione di Diana Fonticoli, Edizione illustrata e annotata, Presentazione di Renato Olivieri, Collezione Agatha Christie, Milano, Club degli Editori, 1991.
- in Miss Marple. I delitti deliziosi, trad. di Diana Fonticoli, Introduzione e cura di Marco Amici, Collana Oscar Draghi, Milano, Mondadori, 2021, ISBN 978-88-047-3996-8.